# Adinaefiola aurantiaca
La sepiola d'oro (Adinaefiola aurantiaca (Jatta, 1896)) è una rara specie di cefalopode della famiglia Sepiolidae, nativa del nord Atlantico.

## Descrizione
Questo mollusco è in grado di cambiare colore in acqua salata e si sposta grazie al suo mantello. Entrambi i sessi di Sepiola aurantiaca, infatti, possiedono un mantello capace di crescere fino a 20 mm.
Il tipo nomenclaturale è stato raccolto nel Mar Tirreno ed è depositato presso la Stazione zoologica Anton Dohrn di Napoli.

## Biologia
La specie è carnivora e la sua dieta consiste in pesci, granchi, aragoste e molluschi che cattura con i tentacoli.

## Distribuzione e habitat
Abita i mari compresi tra il sud della Norvegia e il Mar Mediterraneo occidentale. La Sepiola aurantiaca si presenta all'esterno della piattaforma continentale e nella parte superiore della zona batiale. La gamma di profondità di questa specie va dai 200 ai 400 m.